# Саламанкский университет
Салама́нкский университет или Университе́т Салама́нки (исп. Universidad de Salamanca) — старейший действующий университет Испании, который вместе с Болонским, Оксфордским и Сорбонной входит в четвёрку старейших университетов Европы. Расположен в городе Саламанке, автономное сообщество Кастилия и Леон. Статуса университета удостоил король Альфонсо X в 1254 году, и через год его признал папа римский Александр IV.

## История
Как и все старейшие европейские университеты, Саламанкский сначала был образован в качестве школы при соборе. Существование школы упоминается в 1130 году, когда её глава присутствовал на съезде в Каррионе. В 1218 году король Леона Альфонсо IX за качество образования присвоил учреждению степень «Studium Generale» или «всеобщей школы», что по сути было первоначальным названием университетов. Этот титул указывал на многообразие образовательной программы, на ценность дипломов и на то, что школа была публичной. В это время в школе функционировали кафедры канонического и гражданского права, медицины, логики, грамматики и музыки. Король стремился к тому, чтобы его подданные учились здесь, а не в кастильском образовательном учреждении в Паленсии, который был удостоен титула королём Альфонсо VIII в 1208 году.
В годы правления Альфонсо X учреждение превратилось из «всеобщей школы» в «университет». Университет Саламанки стал первым европейским образовательным учреждением с собственной публичной библиотекой. 6 апреля 1255 года папа римский Александр IV признал университетский статус Саламанки, а также удостоил учреждение правом собственной печати, а его выпускников — правом повсеместного преподавания.

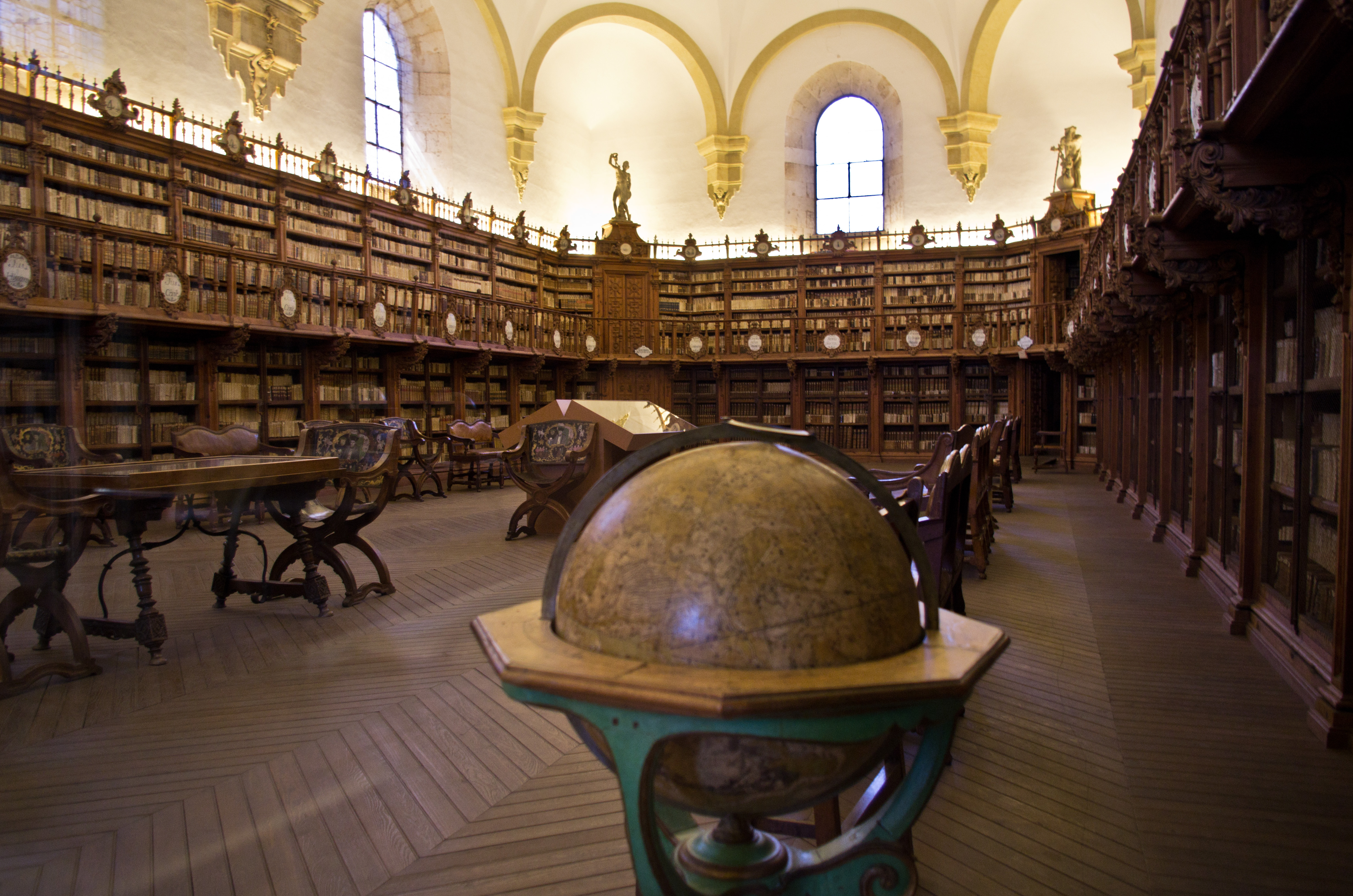
Библиотека университета

Прежде чем Саламанкский университет обзавёлся собственными зданиями, прошло два столетия. До этого момента обучение проходило в Старом соборе (исп. Catedral Vieja), в церкви святого Бенито и других. Первым зданием, принадлежавшим университету, стал колледж святого Варфоломея (позже здание стало известно под названием «Colegio Viejo»). Его в 1401 году основал епископ Диего де Анайя Мальдонадо. Арагонский кардинал Педро де Луна, вступивший на Авиньонский престол под именем Бенедикта XIII, стимулировал строительство зданий Escuelas Mayores (их часто называют «историческими корпусами» университета), Escuelas Menores и госпиталя (исп. Hospital del Estudio) (нынешний ректорат).
В начале XV века архиепископ Толедский предложил создать колледжи для небогатых студентов и вскоре воплотил эту идею в жизнь, назвав студенческое общежитие в честь святого Варфоломея. Позже на территории университета появилось ещё несколько учреждений такого плана: одни получили название «больших» (исп. Colegios Mayores), а другие — малых (исп. Colegios Menores). Первые строились и существовали на средства монашеских орденов, поэтому братства устанавливали в них порядки в соответствии с собственным уставом. К восемнадцатому веку они стали закрытыми обществами, контролируемыми семьями их основателей. Большинство из них были уничтожены войсками Наполеона. Сегодня в некоторых из них располагаются факультеты или общежития.
Исторические фразы Quod natura non dat, Salmantica non praestat («что природой не дано, в Саламанке не получишь») и Multos et doctissimos Salmantica habet («многие и очень искушенные в Саламанке») дают представление о престижности, которую быстро приобрёл институт. В 1535 году в Саламанкском университете было 7—8 тысяч студентов.
К концу золотого века Испании (ок. 1550—1715) качество преподавания в испанских университетах снизилось. Частота присуждения дипломов, диапазон обучения, а также число его студентов резко сократилось. Многовековой европейский престиж Саламанки упал.
В январе 2018 года университет занял второе место в списке десяти самых красивых университетов Европы, составленном Times Higher Education
В XVI веке в Саламанкском университете сформировалась так называемая «Саламанкская школа» — одно из направлений поздней схоластики, представители которого развивали учение Фомы Аквинского и, в частности, уделяли большое внимание объяснению экономических явлений. Математики университета Саламанки участвовали в подготовке календарной реформы папы Григория XIII, утвердившей Григорианский календарь в католических странах.
В 1845 году университет надолго потерял право присваивать докторские степени (отныне зарезервированное за Центральным университетом Мадрида).
Библиотека содержит около 906 000 томов.

### Папский университет
Университет Саламанки был папским вплоть до 21 мая 1852 года, когда теологические факультеты в данном учреждении были упразднены под натиском революционных настроений. 25 сентября 1940 года папа Пий XII возобновил деятельность факультетов теологии и канонического права в другом, абсолютно независимом, университете — Папском университете Саламанки.

## Студенты и преподаватели
См. Категория: Выпускники Саламанкского университета, Категория: Преподаватели Саламанкского университета и Категория: Ректоры Саламанкского университета.

Саламанка привлекает студентов и аспирантов со всей Испании и всего мира; Этот университет занимает первое место в Испании по количеству студентов из других регионов. Он также известен своими курсами испанского языка для иностранцев, которые ежегодно привлекают более двух тысяч иностранных студентов.
Сегодня Университет Саламанки является важным центром изучения гуманитарных наук и особенно известен своими языковыми исследованиями, а также юриспруденцией и экономикой. Научные исследования проводятся в университете и связанных с ним исследовательских центрах, таких как Центр исследований рака (Centro de Investigación del Cáncer), Институт неврологии Кастилии и Леона (Instituto de Neurociencias de Castilla y León), Центр ультратонких ультраинтенсивных импульсных лазеров (Centro de Láseres Pulsados Ultracortos Ultraintensos).
Совместно с Кембриджским университетом Университет Саламанки стал одним из основателей Ассоциации языковых тестирований в Европе (ALTE) в 1989 году.